# Rayong FC
El Rayong FC es un equipo de fútbol de Tailandia que juega en la Primera División de Tailandia, la segunda categoría de fútbol en el país.

## Historia
Fue fundado en el año 2009 en la provincia de Rayong iniciando en la Segunda División de Tailandia, obteniendo el ascenso a la Primera División de Tailandia por primera vez en 2012.
Tras una temporada descienden a la tercera división nacional, logrando el título en 2015 y ascendiendo nuevamente a la Primera División de Tailandia.
En 2019 termina en tercer lugar de la Primera División de Tailandia y logra el ascenso a la Liga Premier de Tailandia por primera vez luego de que el PTT Rayong FC desapareciera al terminar la temporada 2019.

## Palmarés
- Regional League Central-East Division: (1): 2015